# 戈姓
戈姓（古音：guo 古禾切）是中文姓氏之一，在《百家姓》中排第341位。戈氏在明清之前甚为罕见，在明清之时则为较常见姓氏。在现代是极罕见的姓氏。《中国人名大辞典》收录戈姓人名11例。

## 起源
戈姓有两个不同的来源：
1. 以地名为姓氏。夏朝太康失国后，帝位最后为寒浞窃取，后来相的儿子少康起兵杀寒浞父子，复兴夏朝。因寒浞之子豷的封地在戈，所以他的后代便以戈为姓。据《姓谱》记载，这个诸侯国位于宋国和郑国之间。
2. 出自姒姓，以国名为姓。周武王灭商后，将大禹的后裔封于宋国和郑国之间的戈国，其后代便有此为姓的。

## 郡望
- 临海郡：三国东吴太平二年（公元前257年）置。今浙江临海县东南一百一十五里。

## 延伸阅读
[在维基数据编辑]
 《百家姓》
 《欽定古今圖書集成·明倫彙編·氏族典·戈姓部》，出自陈梦雷《古今圖書集成》